# 烏斯佳 (羅夫諾州)
50°47′9″N 27°12′8″E / 50.78583°N 27.20222°E
烏斯佳（羅馬化：Ustia）,是烏克蘭西北部的村莊，隸屬里夫內州的里夫內區。該村處於斯盧奇河和科爾奇克河畔，始建於1564年，海拔高度201米，人口575。